# Ralph Bunche
Ralph Johnson Bunche (7 de agosto de 1904 - 9 de diciembre de 1971) fue un politólogo y diplomático estadounidense.
Galardonado con el Premio Nobel de la Paz en 1950. El premio le fue concedido por su labor como mediador de la ONU en Palestina durante el final de la década de los cuarenta que condujo al armisticio entre judíos y árabes. Fue el primer galardonado negro en la historia del premio, hasta 1950 todos los galardonados habían sido de raza blanca.